# Рибки захотілось
«Ри́бки захоті́лось...» (рос. «Рыбки захотелось...») — український радянський чорно-білий художній фільм 1963 року, знятий режисером Миколою Шейком на Кіностудії імені Олександра Довженка. У головних ролях — Володимир Дальський і Микола Панасьєв. Прем'єра відбулася у грудні 1964 року.
Кінокомедія, у якій висміюються підлабузництво та бажання догоджати.

## Сюжет
Начальник Барський з товаришем по службі Подлінським йде на зимову риболовлю. Подлінський розраховує, що хороший улов, який він заздалегідь організував начальнику, допоможе йому з підвищенням. А Барський — вже запросив гостей на рибу власного улову. Але з риболовлею не пощастило. Гостей довелося частувати рибою, купленою в магазині...

## У ролях
- Володимир Дальський — начальник Барський
- Микола Панасьєв — Подлінський
- Лія Глаз
- Марія Капніст — теща
- Поліна Куманченко
- Олександр Циганков
- Валентин Черняк
- Юнона Яковченко

## Знімальна група
- Режисер-постановник: Микола Шейко
- Оператор-постановник: Павло Король
- Сценарист: Віктор Іванов
- Композитор: Євген Дергунов
- Художник-постановник: Валентин Корольов
- Звукорежисер: Софія Сергієнко
- Художник по гриму: Ніна Тихонова